# Powiat Vác
Powiat Vác – jeden z osiemnastu powiatów komitatu Pest na Węgrzech. Jego powierzchnia wynosi 362,19 km². W 2013 liczył 67 781 mieszkańców (gęstość zaludnienia 187 os./1 km²). Siedzibą władz jest miasto Vác. 15 lipca 2013 r. w skład powiatu wchodziły 2 miasta (Vác i Őrbottyán) i 16 miejscowości–gmin.
Powiat Vác istniał przed zniesieniem powiatów w 1983 r. a pod tą nazwą do połowy XIX w. i potem do 1898 r. Podczas reformy komitatów w 1950 r. należał do komitatu Pest-Pilis-Solt-Kiskun, a potem do komitatu Pest. Jego siedzibą został Vác. Pod tą nazwą funkcjonował od 1898 r. ówczesny „górny powiat Vác” (Váci felső járás), którego stałą siedzibą po ustaleniu siedzib powiatów w 1886 r. był Vác.
Górny powiat Vác utworzono w połowie XIX w. w wyniku podziału ówczesnego powiatu Vác w komitacie Pest-Pilis-Solt-Kiskun, z jego północno–zachodniej części. Południowo–wschodnią jego część nazwano „dolnym powiatem Vác” (Váci alsó járás). W wyniku reformy komitatów w 1876 r. oba powiaty należały do komitatu Pest-Pilis-Solt-Kiskun. Po wyznaczeniu stałych siedzib powiatów w 1886 r. siedzibą pierwszego został Vác, drugiego Gödöllő, a od 1898 r. zgodnie z ich siedzibami uzyskały nazwę powiatu Vác i powiatu Gödöllő.

## Miejscowości
| lp. | Herb | miejscowość   | ranga                    | wspólny urząd | powierzchnia (km²) | ludność |
| --- | ---- | ------------- | ------------------------ | ------------- | ------------------ | ------- |
| 1   |      | Vác           | miasto, siedziba powiatu |               | 61,60              | 32981   |
| 2   |      | Őrbottyán     | miasto                   |               | 36,44              | 4748    |
| 3   |      | Acsa          | miejscowość – gmina      | Acsa          | 26,94              | 1381    |
| 4   |      | Csörög        | miejscowość – gmina      |               | 5,05               | 1939    |
| 5   |      | Csővár        | miejscowość – gmina      | Acsa          | 17,17              | 618     |
| 6   |      | Galgagyörk    | miejscowość – gmina      | Püspökhatvan  | 14,72              | 1029    |
| 7   |      | Kisnémedi     | miejscowość – gmina      | Vácduka       | 13,84              | 626     |
| 8   |      | Kosd          | miejscowość – gmina      |               | 34,09              | 2398    |
| 9   |      | Penc          | miejscowość – gmina      | Penc          | 21,34              | 1551    |
| 10  |      | Püspökhatvan  | miejscowość – gmina      | Püspökhatvan  | 24,72              | 1 431   |
| 11  |      | Püspökszilágy | miejscowość – gmina      | Penc          | 25,30              | 724     |
| 12  |      | Rád           | miejscowość – gmina      | Rád           | 17,74              | 1913    |
| 13  |      | Sződ          | miejscowość – gmina      |               | 13,53              | 3567    |
| 14  |      | Sződliget     | miejscowość – gmina      | Sződliget     | 7,31               | 4 482   |
| 15  |      | Vácduka       | miejscowość – gmina      | Vácduka       | 8,40               | 1471    |
| 16  |      | Váchartyán    | miejscowość – gmina      | Rád           | 12,11              | 740     |
| 17  |      | Váckisújfalu  | miejscowość – gmina      | Püspökhatvan  | 10,70              | 439     |
| 18  |      | Vácrátót      | miejscowość – gmina      | Sződliget     | 18,09              | 1886    |